# Sound on Sound
Sound on Sound è una rivista mensile indipendente di tecnologia musicale pubblicata da SOS Publications Group, con sede a Cambridge, Regno Unito. La rivista include test sui prodotti di prestazioni musicali elettroniche e dispositivi di registrazione e interviste a professionisti del settore. Grazie alla sua attenzione tecnica, si rivolge principalmente al mercato degli studi di registrazione professionali, nonché agli studi di progetti di artisti e agli appassionati di home recording.
Dal gennaio 1994, tutte le notizie e gli articoli stampati nella rivista sono stati pubblicati anche online tramite il suo sito web, spesso includendo contenuti multimediali come file video e audio che corrispondono al contenuto dei singoli articoli.